# Henri de La Mothe-Houdancourt
Henri de La Mothe-Houdancourt (* 1602 oder 1612; † 24. Februar 1684 auf Schloss Mazères, Barran) war ein französischer Bischof.

Bischof de La Mothe-Houdancourt

## Leben
Henri de La Mothe war der fünfte Sohn des Philippe de La Mothe, Herrn von Houdancourt in der Picardie, und dessen dritter Ehefrau Louise du Plessis-Piquet. Als Jahr seiner Geburt werden 1602 und 1612 angegeben. Seine Brüder waren der Marschall Philippe de La Mothe-Houdancourt, Herzog von Cardona, und der Bischof von Saint-Flour, Jérôme de La Mothe-Houdancourt.
Henri studierte in Paris, wurde dort zum Doktor der Theologie promoviert und dann Provisor des Collège de Navarre. Am 5. Januar 1642 wurde er zum Bischof von Rennes geweiht und übernahm 1651 das Amt des ersten Almoseniers der Königinmutter, Anna von Österreich, das er bis zu deren Tod 1666 innehatte. Zum Kommandeur des Ordens vom heiligen Geist ernannt, erhielt er am 31. Dezember 1661 die Collane (die Ordenskette).
1661 zum Erzbischof von Auch befördert, starb er am 24. Februar 1684 in der Sommerresidenz der Erzbischöfe von Auch auf Schloss Mazères in Barran.